# Kaple Nejsvětější Trojice (Kladruby)
Kaple Nejsvětější Trojice je římskokatolická kaple z roku 1820 na návsi v Kladrubech, místní části Kohoutova. Majitelem kaple je obec Kohoutov, je chráněna jako kulturní památka České republiky.

## Okolí kaple
Před kaplí je socha Panny Marie pomocné a krucifix z roku 1896, opravený v roce 1926.

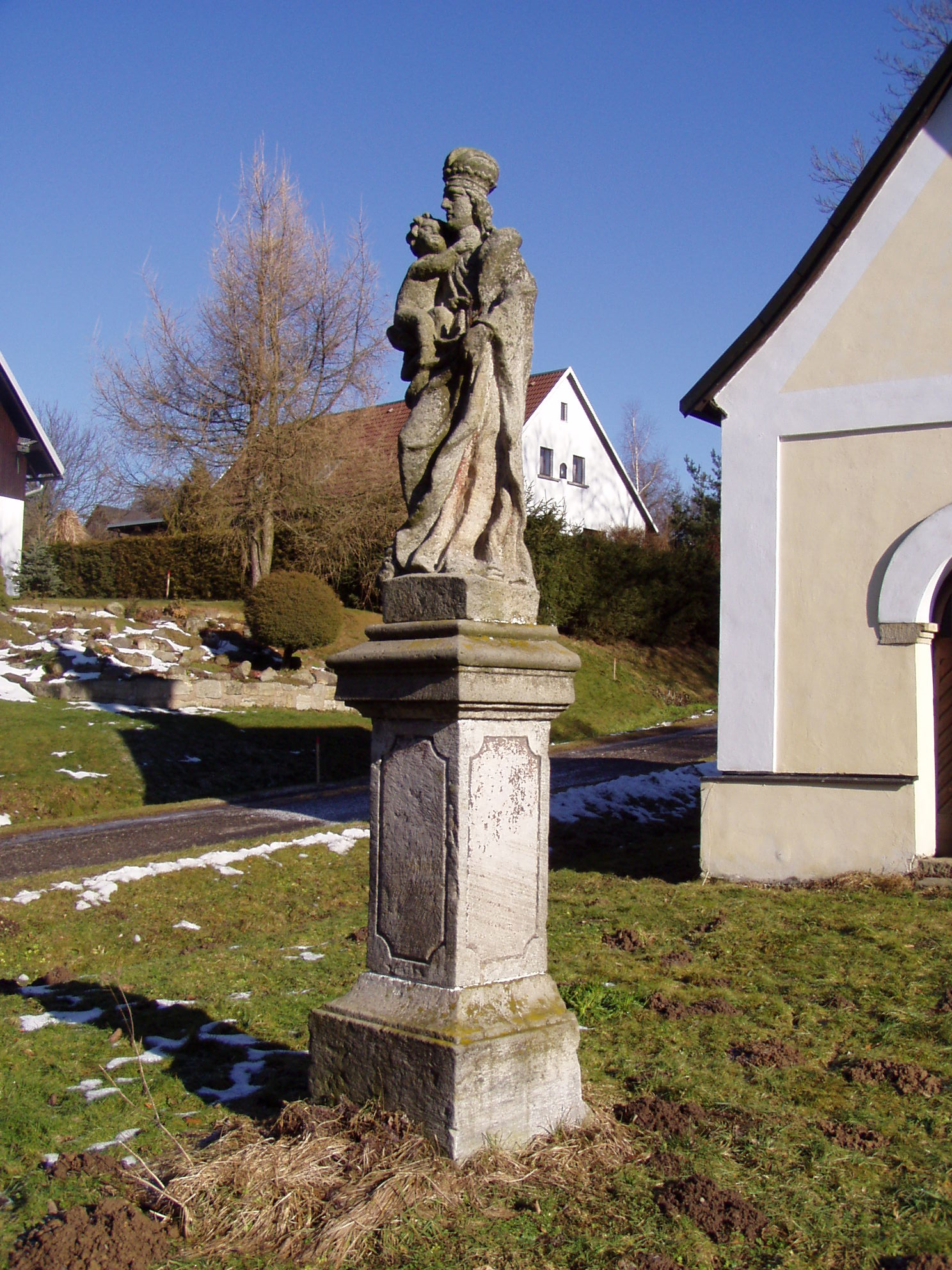
Socha Panny Marie
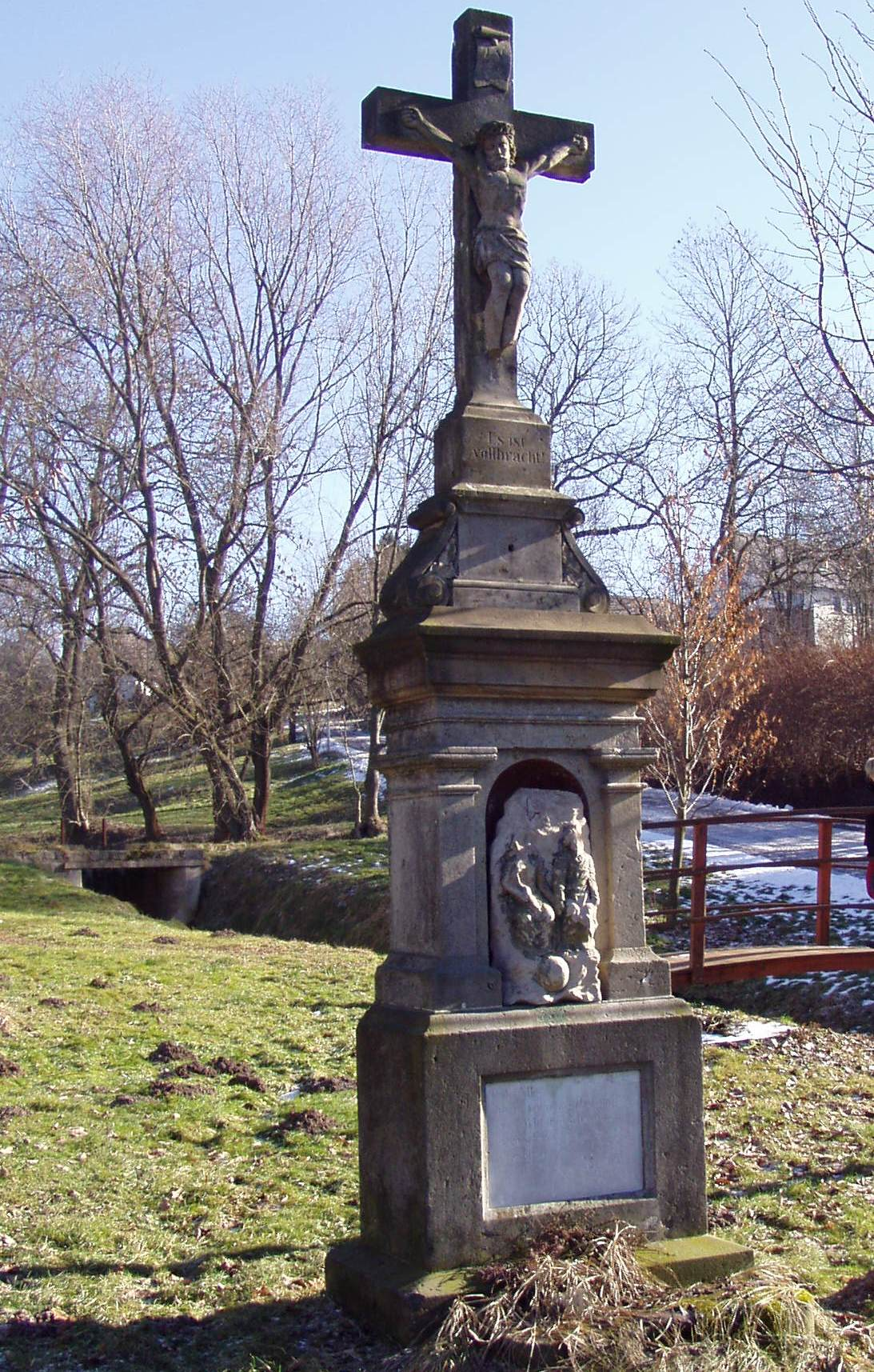
Krucifix